# HCP5
O gene conhecido como HCP5 (HLA Complex P5) é um retrovírus endógeno humano, o que significa ser um fóssil de um vírus antigo que já infectou pessoas, mas agora se tornou parte integrante do genoma humano.
Uma variação do HCP5 parece fornecer algum atraso ou resistência ao desenvolvimento da AIDS quando uma pessoa está infectada com o HIV. Essa variação de HCP5 frequentemente ocorre em conjunto com uma versão particular de um gene do sistema imunológico chamado HLA-B.
Foi relatado que o HCP5 se tornou regulado positivamente após a infecção pelo papilomavírus humano e pode promover o desenvolvimento de câncer cervical.